# Rod Lawler
Rod Lawler (ur. 12 lipca 1971) – angielski snookerzysta. Obecnie mieszka w Liverpoolu (Anglia). Plasuje się na 77. miejscu pod względem zdobytych setek w profesjonalnych turniejach, ma ich łącznie 114.
Profesjonalnie gra od 1990 roku. Jego największym sukcesem był triumf w turnieju UK Players Tour Championship 3 w 2012 roku. W finale pokonał Marco Fu w stosunku 4:2. Jego najwyższy break wynosi 143 punkty i został uzyskany w 2003 roku w eliminacjach
mistrzostw świata. Na zakończenie sezonu 2008/2009 Lawler został sklasyfikowany na 61. miejscu listy rankingowej.